# Paroisse de Saint John (Grenade)
Pour les articles homonymes, voir Paroisse de Saint John et Saint John.
Saint John est l'une des six paroisses de l'État de Grenade.
Son chef-lieu est Gouyave.